# Beneath... Between... Beyond...
Beneath... Between... Beyond... je prvi, i zasada jedini kompilacijski album američkog metal sastava Static-X. Objavljen je 20. srpnja 2004.
Na albumu se nalaze dotad neobavljene pjesme, remiksevi, obrade, kao i demosnimke. 

## Popis pjesama
| 1.    | »Breathe« | 2:32 |
| 2.    | »Deliver me« (sa soundtracka obrade filma Teksaški masakr motornom pilom)                                                      | 2:37 |
| 3.    | »Anything But This« (sa singla "Black and White" i sa soundtracka filma Resident Evil, te na japanskom izdanju albuma Machine) | 4:03 |
| 4.    | »S.O.M.« (s EP-a Death Trip Continues, te na albumu MTV Return of the Rock Vol.1)                                              | 3:22 |
| 5.    | »Down« (s albuma Wisconsin Death Trip, te sa singla "Push It")                                                                 | 3:15 |
| 6.    | »Head« (pjesma s neobjavljene B strane albuma Wisconsin Death Trip)                                                            | 2:46 |
| 7.    | »So Real« (s EP-a The Death Trip Continues, te sa soundtracka za film Vrisak 3)                                                | 5:40 |
| 8.    | »Crash« (sa soundtracka animiranog filma Batman: Povratak Jockera, te s albuma Mephista Odysseya "The Deep Red Connection")    | 3:35 |
| 9.    | »Push It« (JB-ov Death Trance remiks)                                                                                          | 3:32 |
| 10.   | »I'm With Stupid« (remiks Paula Barkera)                                                                                       | 4:32 |
| 11.   | »Burning Inside« (obrada pjesme Ministryja uz suradnju s Burtonom C. Bellom, te sa soundtracka za film Vrana)                  | 4:14 |
| 12.   | »Behind the Wall of Sleep« (obrada pjesme Black Sabbatha)                                                                      | 3:32 |
| 13.   | »Gimme Gimme Shock Treatment« (obrada pjesme Ramonesa)                                                                         | 2:03 |
| 14.   | »I Am (demo)« (snimljeno 1996.)                                                                                                | 2:55 |
| 15.   | »Love Dump (demo)« (snimljeno 1996.)                                                                                           | 4:28 |
| 16.   | »Get to the Gone (live rehearsal demo)« (snimka probe uživo iz 2000.)                                                          | 2:30 |
| 17.   | »New Pain (demo)"« (snimljeno 2002.)                                                                                           | 2:49 |
| 18.   | »Otsegolectric (demo)"« (snimljeno 2002.)                                                                                      | 2:53 |
| 61:18 | |      |